# San Giuseppe dei Falegnami
San Giuseppe dei Falegnami, officiellt San Giuseppe dei Falegnami al Foro Romano, är en kyrkobyggnad och titeldiakonia i Rom, helgad åt den helige Josef. Kyrkan är belägen vid Forum Romanum i Rione Campitelli och tillhör församlingen San Marco Evangelista al Campidoglio. Kyrkan är uppförd ovanpå Mamertinska fängelset, där den helige Petrus hölls fången.
Kyrkans tillnamn (cognome) ”Falegnami” anger att kyrkan tillhör Confraternita dei Falegnami, det vill säga snickarnas skrå.

## Kyrkans historia
Enligt traditionen skall påve Silvester I ha konsekrerat Mamertinska fängelset till kristen kyrka med namnet San Pietro in Carcere.
År 1540 grundades Confraternita dei Falegnami, snickarnas skrå, vilket samma år förlänades komplexet San Pietro in Carcere. År 1546 lät man uppföra en kyrka ovanpå det forna fängelset, men den nuvarande kyrkan påbörjades inte förrän 1597, under ledning av Giovanni Battista Montano. På 1620-talet fortsatte Giovanni Battista Soria byggandet; kyrkan fullbordades 1663 av Antonio del Grande och konsekrerades samma år.
Snickarskrået lät även uppföra ett privat oratorium i anslutning till kyrkan. Hela byggnadskomplexet består i dag av fyra nivåer: Mamertinska fängelsets två våningar, Cappella del Santissimo Crocifisso och överst kyrkan San Giuseppe dei Falegnami.
År 1869 undergick kyrkan en genomgripande restaurering under arkitekten Angelo Parisis ledning. Kyrkan fick då bland annat en ny absid.

## Interiör
Högaltaruppsatsen har en skulptur som föreställer den helige Josef med Jesusbarnet. I absiden har Michele Fontana utfört omfattande stuckarbeten. På korets sidoväggar återfinns målningarna Jungfru Maria och den helige Josef anländer till härbärget i Betlehem och Den heliga Familjen i snickarverkstaden, utförda av Cesare Maccari.
Kyrkan har fyra sidokapell, två på var sida.

### Höger sida
Första sidokapellet på höger hand har målningen Den helige Josefs död, utförd av Bartolomeo Colombo år 1648. Den tidigare altarmålningen, Jungfru Maria med den helige Carlo av Antonio Viviani, har gått förlorad.
Det andra kapellet är invigt åt den heliga Anna. Altarmålningen Den heliga Familjen med den heliga Anna är målad av Giuseppe Ghezzi.

### Vänster sida
Första sidokapellet på vänster hand har en altarmålning av Niccolò Berrettoni, vilken framställer Flykten till Egypten.
Det andra kapellets altarmålning utgörs av Jesu födelse, utförd av Carlo Maratta år 1651; det är hans första offentliga verk.

## Oratoriet
En port på höger sida leder in till snickarskråets oratorium. Det freskmålades med scener ur den helige Josefs liv av Marco Tullio Montagna mellan 1631 och 1637. Freskerna föreställer Jungfruns bröllop, Den helige Josefs dröm, Flykten till Egypten, Herdarnas tillbedjan, Konungarnas tillbedjan, Den tolvårige Jesus i templet samt Den helige Josefs död. Altaruppsatsen ritades av Domenico Calcagni och utfördes av stenhuggaren Giacomo Antonio Ferrari. Altarmålningen Den Obefläckade Avlelsen med de heliga Joakim och Josef är ett verk av Pier Leone Ghezzi från 1716.

## Cappella del Santissimo Crocifisso
I kryptan under kyrkan är Det heliga krucifixets kapell beläget. Här vördas ett krucifix från 1500-talet.

## Titeldiakonia
San Giuseppe dei Falegnami stiftades som titeldiakonia av påve Benedikt XVI år 2012.
Kardinaldiakoner
- Francesco Coccopalmerio (2012–)

## Bilder
| - San Pietro in Carcere, gravyr av Giuseppe Vasi från 1747. Till vänster ses Mamertinska fängelset med San Giuseppe dei Falegnami och till höger Santi Luca e Martina. - Högaltaret. - Interiörbild. - Oratoriet. - Relief som visar de heliga Petrus (med himmelens nycklar) och Paulus (med martyrredskapet svärd) blickande ut från fängelset. - Mamertinska fängelset – den övre fängelsehålan. - Mamertinska fängelset – den undre fängelsehålan. |